# Фунікулер

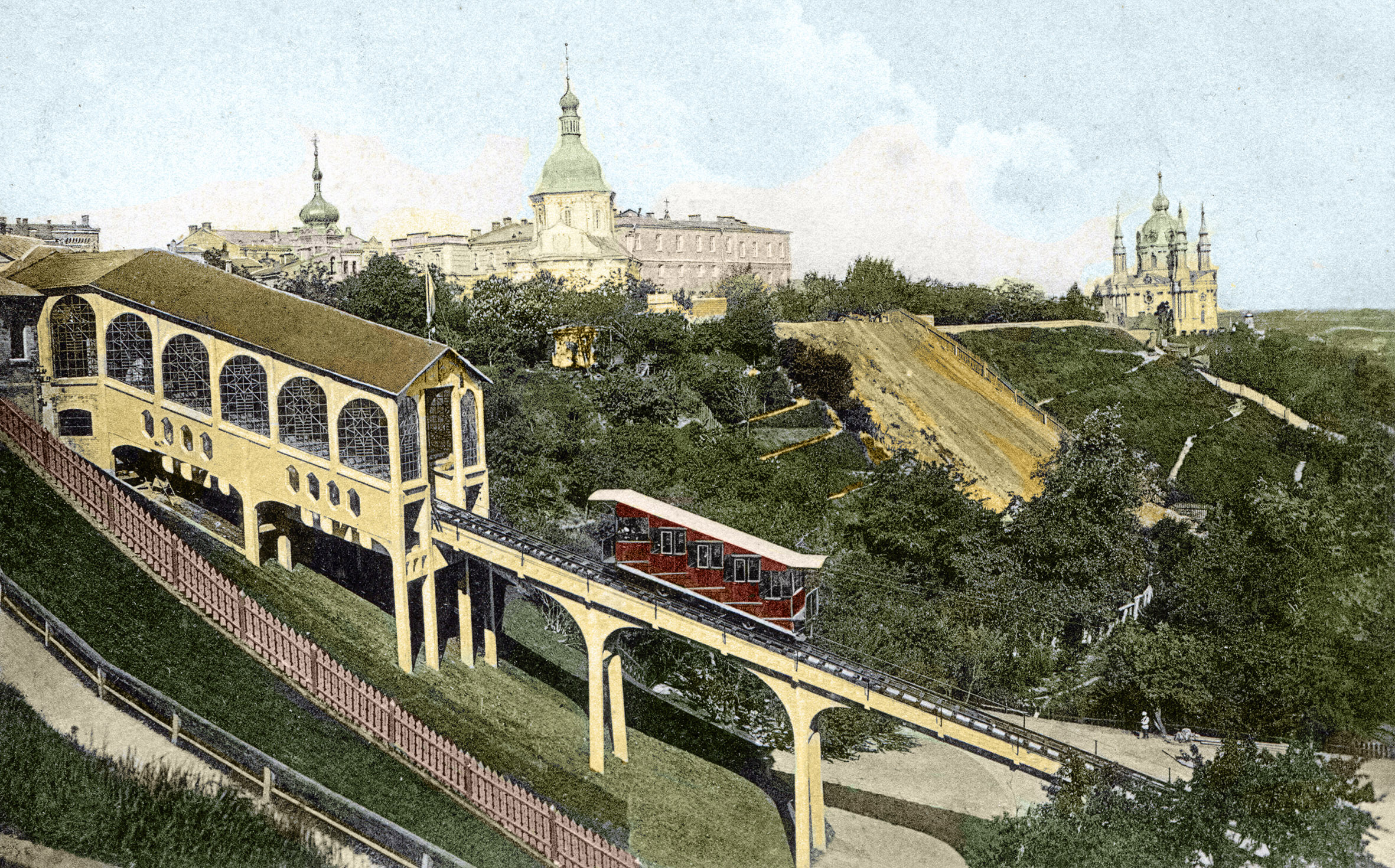
Київський фунікулер у 1910 році

Фунікуле́р (фр. funiculaire, лат. funiculus — мотузка, канат) — рейковий транспортний засіб з канатною тягою для перевезення людей або вантажів по крутій трасі. Фунікулер є спеціалізованим транспортом, який використовують в умовах складного рельєфу місцевості. Перший фунікулер в Україні був споруджений в Одесі 1902 року. Другий — у Києві в 1905 році.

## Принцип роботи
Існує кілька типів фунікулерів. Найпоширенішою є схема з двома вагонами, жорстко з'єднаними канатом, перекинутим через двигун, розміщений на верхній станції. У такій схемі двигун розташований не на самому вагоні, а на спеціальній станції. Двигун приводить в рух перекинутий через нього і покладений між опорними рейками канат, на кінцях якого жорстко закріплені вагони. Вагони, таким чином, роз'їжджаються в середині лінії. Прикладом є Київський фунікулер.
Існують і інші схеми пристрою фунікулера.
Для фунікулерів типовими є відносно короткі (декілька сотень метрів) траси з дуже крутим ухилом, що досягає в середньому 70 % (35°). Рекордсменом є розташований неподалік від австралійського міста Катумба фунікулер, ухил траси якого досягає 122 % (50,7°). Ухил на трасі зазвичай постійний, але іноді несуттєво варіюється на різних ділянках.
Фунікулери зазвичай мають тільки дві станції (верхню і нижню). В цьому випадку вагон рухається по трасі без зупинки від початку до кінця. При наявності у фунікулера проміжних станцій зупинка вагончика на проміжній станції може бути передбачена графіком руху (Празький фунікулер) або робитися по додатковій заявці пасажирів (Карловарський фунікулер «Діана»).
Вагони фунікулера проєктують індивідуально під кожну трасу, з урахуванням її кута нахилу. Таким чином, будучи поставлені на горизонтальну поверхню, вони виглядали б «скособочено».
Фунікулери досить поширені в Європі (маються в Парижі, Барселоні, Празі, Києві та інших містах). Лінії фунікулера, виконуючи транспортну роботу, одночасно часто стають атракціоном, предметом уваги туристів.
Кармеліт Хайфи і Тюнель у Стамбулі є прикладами фунікулерів з підземним розміщенням трас (зокрема, Кармеліт, через наявність проміжних станцій і досить великої протяжності, часто називають метрополітеном).

## Порівняння з іншими видами транспорту
За принципом роботи до фунікулера близька канатна дорога або трамвай на канатній тязі (англ. cable car — «канатний вагон»). Відмінності фунікулера від рейкового трамвая такі:
- Лінія фунікулера прокладається на короткій дистанції, як правило з великим постійним ухилом, спрямованим в одну сторону на всьому протязі траси.
- Вагони проєктують з урахуванням цього ухилу, вони мають постійну орієнтацію на лінії (одна сторона нижня, друга — верхня).
- Лінії фунікулера ніколи не утворюють мережі, не розгалужуються і не перетинаються.
- Рух каната, що приводить вагони в дію, реверсивний, напрямок змінюється кожного разу, коли вагон або вагони досягають кінця лінії.

По функції до фунікулера близький ескалатор. Відмінності фунікулера від ескалатора наступні:
- Фунікулер є транспортом дискретної дії.
- Фунікулер має набагато нижчу провізну спроможність.
- Фунікулер не використовують на дуже малих підйомах (перепад висот до 10 м).
- На довгих лініях фунікулер набагато дешевший в спорудженні та експлуатації.

Існують суднопідіймачі, конструктивно влаштовані за принципом фунікулера, наприклад суднопідіймач Сен-Луї — Арзвіллер (Франція).

## Рекорди
Найвищий фунікулер у світі Metro Alpin курсує в гірськолижному курорті Зас-Фе (1800 м н.р.м.). Він повністю прокладений в тунелі довжиною 1 749 метрів і з'єднує станцію канатної дороги Felskinn (2980 м) і найвищий у світі ресторан, що обертається «Аллалін» (3457 м), розташований на горі Міттелаллалін, Швейцарія.